# Halmstad studentkår
Halmstad Studentkår är studentkåren vid Högskolan i Halmstad. 
Föreningens ideella verksamhet är uppdelad i fem kårorgan som bedriver olika verksamheter.
- Karriär: Arrangerar en arbetsmarknadsmässa samt föreläsningar.
- Hjärter 6: Driver Kårpuben Lilla Hjärtat
- Thorax: Arrangerar studentfesten Hjärtslaget.
- UFO University Friendship organisation: Sociala aktiviteter för ökad kontakt mellan internationella och svenska studenter.
- Nollningen: Arrangerar Kårens nollning.

Utöver detta studiesociala arbete bedriver Kåren även utbildningsbevakning för alla studenter vid Högskolan i Halmstad. (HH)
Läsåret 2000/2001 var Magdalena Streijffert vice ordförande i kåren.